# Terrorfakt
Terrorfakt ist ein Rhythm-’n’-Noise-Projekt aus New York City. Obwohl anfangs mehrere Mitglieder beteiligt waren, wird es nun als das Solo-Projekt von Ben Dewalt (auch bekannt als DJ Hellraver und T-Faktor) angesehen. Jedoch wird er gelegentlich von anderen Künstlern auf Live-Shows begleitet.
Die Musik enthält oft stark verzerrte Samples aus Filmen.

## Geschichte
Das Projekt wurde als Reaktion auf die Terroranschläge vom 11. September gegründet und wählte ursprünglich ein Inkognito-Image, indem Masken und militärisch angehauchte Kleidung auf der Bühne getragen wurde.
Nachdem bereits früher Alben produziert wurden, debütierte das Projekt 2003 bei Tinman Records mit Deconstruction (später unter Metropolis Records neu herausgebracht). Vor dem Release durch Tinman Records wurde Deconstruction unabhängig auf CD-R veröffentlicht.
Terrorfakt tritt gelegentlich auf Festivals wie dem C.O.M.A. Festival (2006, 2007) oder dem Festival Kinetik (14. Mai 2009) in Montreal auf.

## Terrorfakt Live
Bei Live-Auftritten wird Terrorfakt häufig durch andere Musiker aus dem Bereich Elektronische Musik unterstützt. Unter anderem von folgenden Künstlern:
- BRI3N – von Aesthetic Perfection
- The MERC – DJ aus New York
- Wilhelm Curse – Keyboarder von The Electric Hellfire Club
- Snarf – von Cervello Elettronico
- Deftly-D – von Nau-Zee-auN, Abstinence und Zero Times Infinity
- Andrew Grant – aka The Vomit Arsonist

## Diskografie

### Reguläre Veröffentlichungen
- Deconstruction (2003)
- Reconstruction:  The Remixes (2003)
- Cold Steel World (2004)
- Cold World Remixes (2005)
- Teethgrinder (2006)
- The Fine Art of Killing Yourself (2007)
- Re/Evolution (2009)

### Sonstige Veröffentlichungen
- Kalte Stahl Herz (CD-R)
- Arsenal (12")
- Spineless (12")
- Achtung (12")
- Music from Antarctica (als T-Faktor, CD-R)

### Remixe
Dewalt produzierte ebenfalls auf Anfrage anderer Künstler Remixe derer Stücke. Diese sind zum Beispiel:
- P·A·L – Gelöbnis aus Retro (Ant-Zen, 2004)
- C/A/T – Seditious Minds aus The Rogue Pair (Crunch Pod, 2005)
- C/A/T – Enemy Within aus ATF (Crunch Pod, 2006)
- Pneumatic Detach – Domination aus re.vis.cer.a (Hive Records, 2006)
- Caustic – Pass the Drill aus Rainbows, Puppies and Crap (kein Label, 2006)